# Lindet (Gemeinde Taiskirchen)
Lindet (im lokalen Dialekt: Lindad) ist eine Ortschaft im oberösterreichischen Innviertel und Teil der Gemeinde Taiskirchen im Innkreis im Bezirk Ried im Innkreis.

## Geschichte
Die erste urkundliche Erwähnung als dacz der Linden findet sich in der „Grenz-, Güter- und Volksbeschreibung des Landgerichts Schärding“ und stammt aus dem Jahr 1433.